# Repatrierea polonezilor (1955–1959)
Repatrierea polonezilor din anii 1955–1959, cunoscută și ca a doua repatriere, pentru a o distinge de  prima repatriere din anii 1944-1946, a fost al doilea val de repatriere forțată (de fapt o deportare) a polonezilor care trăiau în teritoriile anexate de Uniunea Sovietică (Kresy⁠(d)). Trebuie subliniat faptul că termenul repatriere, utilizat pe scară largă și promovat timp de decenii de propagandă comunistă poloneză, este, de fapt, o manipulare și se referă la un act de expatriere.

## Istoric
După moartea lui Stalin și odată cu începere destalinizării, aproximativ 250.000 de oameni au fost repatriați. Dintre aceștia, aproximativ 25.000 erau prizonieri politici deținuți în Gulaguri. Printre polonezii repatriați s-au numărat Czesław Niemen, Władysław Kozakiewicz⁠(d), Lew Rywin⁠(d) și Anna Seniuk⁠(d).
Spre sfârșitul deceniului al cincilea al secolului trecut, în Uniunea Sovietică se mai găseau până la un milion de polonezi. Lipsiți de toți liderii educați, care plecaseră deja în Polonia, polonezii s-au aflat în mijlocul mai multor conflicte locale, care au avut loc în RSS Lituaniană și RSS Ucraineană (vedeți de exemplu partizanii lituanieni, Armata Insurecțională Ucraineană). În partea răsăriteană a Belarusului sovietic, unde a continua să existe o minoritate importantă poloneză, câteva unități de gherilă poloneze au operat până la începutul deceniului al șaselea, în special în zona Lida⁠(d). În plus, campania colectivizării a afectat satele poloneze într-o regiune extinsă, care se întindea de la Vilnius în Lituania la Ternopil din Ucraina. Acei fermieri care s-au opus colectivizării au fost trimiși în Siberia, iar teroarea a continuat până la mijlocul anilor 1950.

Pe 15 noiembrie 1956, o delegație poloneză, din care făceau parte Władysław Gomułka și Józef Cyrankiewicz, a plecat la Moscova ca să înceapă discuții despre așa-numita repatriere. Ca urmare a eforturilor celor doi lideri comuniști, aproximativ 30.000 de polonezi au primit aprobarea să părăsească Uniunea Sovietică și să se mute în Republica Populară Poloneză. Pe 25 martie 1957, miniștrii afacerilor interne din cele două țări, Wladyslaw Wicha și Nikolai Dudorov, au semnat un acord care prevedea că toate persoanele care fuseseră  cetățeni polonezi mai înainte de 17 septembrie 1939 (Invazia sovietică a Poloniei), puteau să se mute în Polonia împreună cu soții/soțiile și copii lor. În multe cazuri, cetățenia poloneză a fost dificil de dovedit, de vreme ce multe documente lipseau sau fuseseră distruse sau pierdute. În astfel de situații, guvernul polonez a trebuit să fie cel care să aducă dovezile. În plus, etnicii polonezi au fost împrăștiați nu numai în fostele provincii estice ale Poloniei, ci și în întreaga Uniune Sovietică. A fost adesea dificil să pentru autorități se ia legătura cu ei și, pentru a înrăutăți lucrurile, procesul a fost supravegheat de fostul procuror stalinist, Stefan Kalinovski, care a fost unul dintre cei care s-au ocupat de deportarea polonezilor în Siberia în anii 1940.
În ciuda tuturor acestor greutăți, numărul polonezilor repatriați a crescut continuu:
| Anul | Numărul de polonezi repatriați |
| ---- | ------------------------------ |
| 1955 | 6.429                          |
| 1956 | 30.787                         |
| 1957 | 93.872                         |
| 1958 | 85.865                         |
| 1959 | 32.292                         |

În total într-o perioadă de cinci ani, 245.501 polonezi au părăsit Uniunea Sovietică. Marea lor majoritate proveneau din fostul teritoriu poloneze care făceau acum parte din RSS Lituaniană (46.552), RSS Bielorusă (100.630) și RSS Ucraineană (76.059). Cei mai mulți dintre ai au fost colonizați în Teritoriile recuperate, unde au fost angajați în fermele agricole de stat.
După repatriere, au mai rămas aproximativ 360.000 de polonezi în Ucraina sovietică. Cei mai mulți dintre ei locuiau în regiunile Jîtomîr și  Berdîciv, dar și în orașul Lviv, unde populația poloneză se ridica la aproximativ 17.000 de locuitori. De asemenea, au mai rămas aproximativ 540.000 de polonezi în Belarus și 230.000 în Lituania.